# Vortexul Oregonului
Vortexul Oregonului este o atracție situată în Gold Hill, Oregon, în Statele Unite ale Americii. Este o atracție deoarece are multe efecte interesante cum ar fi câmpurile gravitaționale sau iluziile optice, dar proprietarii dau vina pe activitatea paranormală din zonă. Atracția se află la 42°29′35″N 123°05′06″W / 42.49313°N 123.085113°V. 

## Detalii
Potrivit localnicilor, înăuntrul atracției există o cameră bizară în care unghiul podelei nu este drept, ci înclinat și par a crea o iluzie, obiectele arătând de parcă se ridică singure. Același efect poate fi văzut în Vortexul Montan și în Casa Misterelor a lui Laurel Caverns din Pennsylvania sau la Urma Misterioasă din California. Vortexul Oregonului este, de asemenea, renumit pentru "schimbare înălțimii", adică înălțimea relativă a două persoane se schimbă în locurile în care se află din cauza unghiului înclinat.   Vortexul este similar cu Locul Misterios din St. Ignace din peninsula Michigan. Efectele sunt asemănătoare.  Localnicii spun că paradoxal animalele domestice se feresc de acel loc, nefiind animale în apropierea atracției.

## În cultura populară
- Vortexul a fost investigat într-un episod din cel de-al doilea sezon al filmului SyFy reality show Fact or Faked: Paranormal Files, și în acel film anchetatorii investigau fenomenele bizare din atracție, trăgând concluzia finală că erau doar iluzii optice;

- De asemenea numele i-a fost menționat în episodul 11 al sezonului 3 - ("Mystery spot"), de către personajul Jared Padalecki;

- Atracția a fost o inspirație și pentru desenul animat de pe Disney Channel, Ciudățeni - ("Coliba Misterelor");

- Mai mult decât atât, numele îi este amintit în jocul Sam & Max Hit the Road.

## Legături externe
- Vortexul Oregonului, Site Oficial
- SyFy Channel - Fact Or Faked: Paranormal Files Arhivat în 14 decembrie 2014, la Wayback Machine.
- Oregonians for Science and Reason - Investigation (with pictures illustrating illusions and an animated Ponzo demonstration) Arhivat în 31 decembrie 2008, la Wayback Machine.
- New York Times Travel Section Article
- Dark Destinations - The Oregon Vortex Arhivat în 21 decembrie 2010, la Wayback Machine.